# Ocypode mortoni
Ocypode mortoni is een krabbensoort uit de familie van de Ocypodidae. De wetenschappelijke naam van de soort is voor het eerst geldig gepubliceerd in 1982 door George.